# Robert Guérin
Robert Guérin (28 juni 1876 - 19 maart 1952) was een Frans journalist, oprichter en eerste voorzitter van de FIFA. 
Guérin was betrokken bij het voetbal door zijn rol als secretaris van de voetbalafdeling van de Union des Sociétés Françaises de Sports Athlétiques. In die hoedanigheid bracht hij in 1904 vertegenwoordigers van de eerste zeven lidstaten bij elkaar in Parijs voor de oprichting van de FIFA en ondertekening van de eerste statuten. Op 22 mei 1904 werd Guérin tot voorzitter verkozen, een functie die hij twee jaar zou bekleden. In die periode sloten er nog acht andere voetbalbonden aan bij de FIFA, waaronder de Football Association, de oudste nationale voetbalbond ter wereld. 
Guérin werd opgevolgd door de Engelsman Daniel Burley Woolfall.
Robert Guérin (1904–1906) · 
Daniel Burley Woolfall (1906–1918) · 
Jules Rimet (1921–1954) · 
Rodolphe William Seeldrayers (1954–1955) · 
Arthur Drewry (1955–1961) · 
Sir Stanley Rous (1961–1974) · 
João Havelange (1974–1998) · 
Sepp Blatter (1998–2015) · 
Issa Hayatou (2015–2016) · 
Gianni Infantino (2016–heden)